# Ben Chapman
Benjamin F. Chapman Jr.,, detto Ben (Oakland, 29 ottobre 1928 – Honolulu, 21 febbraio 2008), è stato un attore statunitense.
Ha interpretato il mostro della laguna nera nel film chiamato appunto Il mostro della laguna nera (1954).

## Filmografia parziale

### Cinema
- Canzone pagana (Pagan Love Song), regia di Robert Alton (1950) - non accreditato
- Il mostro della laguna nera (Creature from the Black Lagoon), regia di Jack Arnold (1954) - non accreditato
- La valle degli uomini luna (Jungle Moon Men), regia di Charles S. Gould (1955)

### Televisione
- La mia piccola Margie (My Little Margie) - 1 episodio (1954)
- Avventure in paradiso (Adventures in Paradise) - 2 episodi (1959-1961)